# Gedenkstätte Berlin-Hohenschönhausen

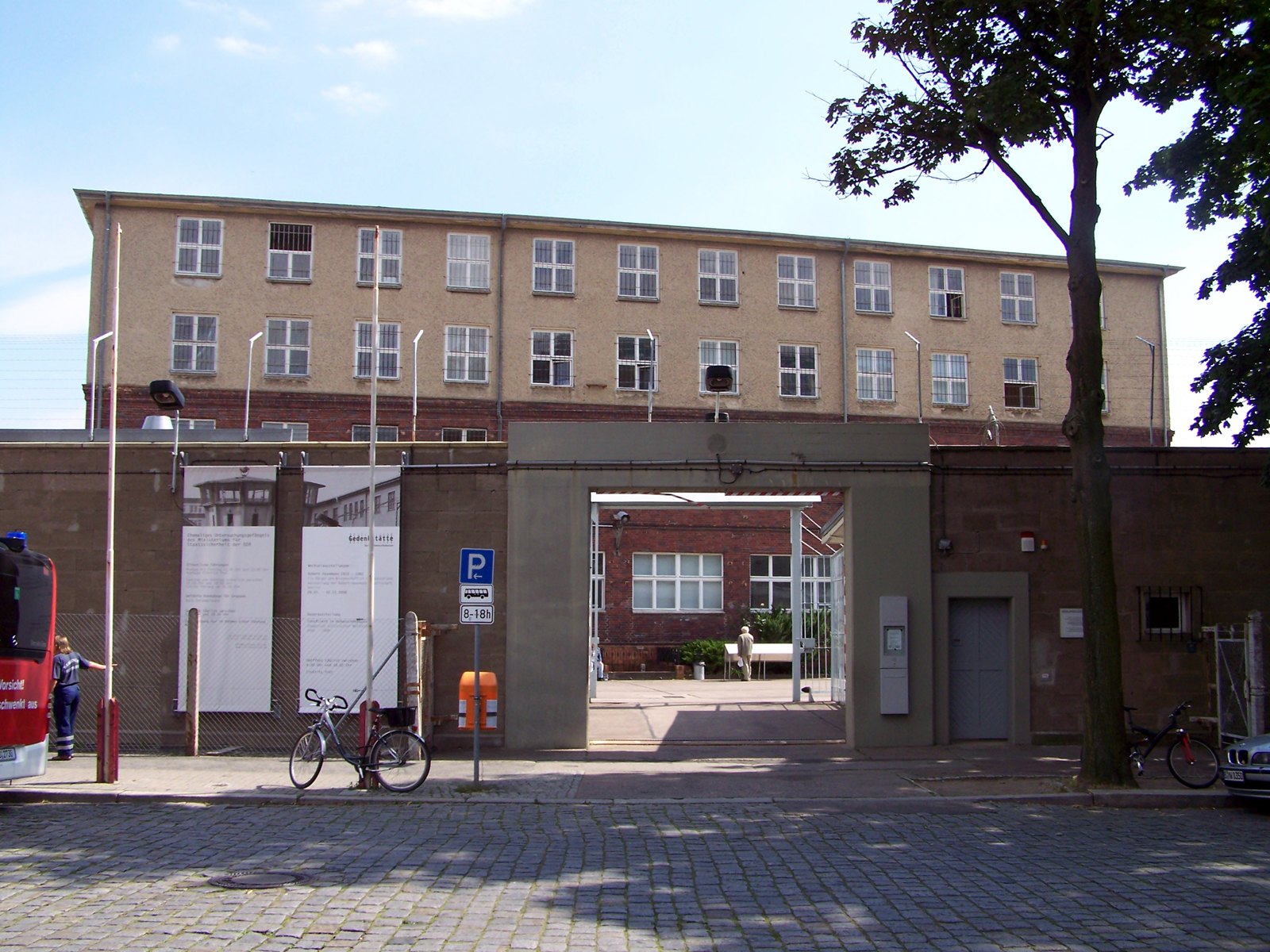
Gedenkstätte Berlin-Hohenschönhausen

Gedenkstätte Berlin-Hohenschönhausen är en minnesplats för de politiska offren under DDR-diktaturen.
I Berlins stadsdel Hohenschönhausen fanns en anläggning som under DDR-tiden användes som centralhäkte och förhörscentral för den östtyska säkerhetspolisen Stasi. Efter kommunismens fall har det omvandlats till museum, minnesplats och forskningscentral. Anläggningen har också varit inspelningsplats för olika dokumentärfilmer om DDR-tiden. Inspelningstillstånd ges ytterst sällan till vanliga spelfilmer.